# Hermann Cuhorst

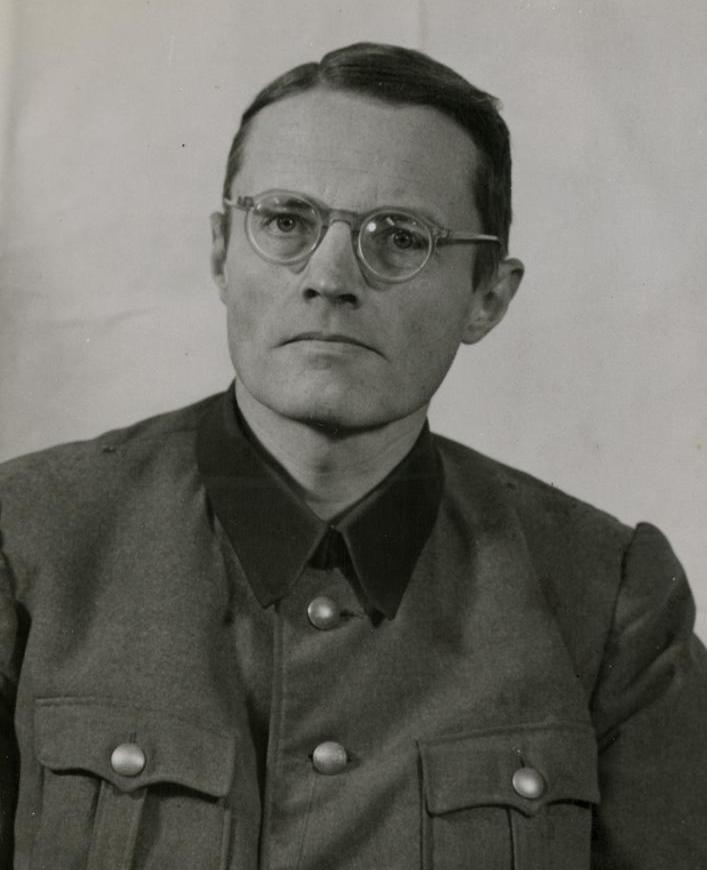
Hermann Cuhorst während der Nürnberger Prozesse

Hermann Albert Cuhorst (* 22. Juli 1899 in Ellwangen; † 5. August 1991 in Kressbronn am Bodensee) war Jurist und im nationalsozialistischen Deutschen Reich Vorsitzender des Sondergerichts in Stuttgart.

## Leben
Cuhorst wuchs in Stuttgart auf, wo sein Vater Hermann Cuhorst seit 1903 als Staatsanwalt tätig war. Er studierte von 1919 bis 1922 Rechtswissenschaften in Tübingen und wurde 1919 Mitglied der Studentenverbindung A.V. Igel Tübingen, aus der er 1950 austrat. 1926 legte er die zweite Justizdienstprüfung ab. Von 1926 bis 1929 war Cuhorst im württembergischen Justizdienst tätig und fungierte anschließend als Amtsrichter in Stuttgart. Zum 1. Dezember 1930 trat er der NSDAP bei (Mitgliedsnummer 376.214), war seit 1931 Kreisredner, ab dem 1. Januar 1933 Gauredner. 1933 erfolgte Cuhorsts Ernennung zum Oberregierungsrat im württembergischen Justizministerium. Seit 1934 war er förderndes Mitglied der SS.
Im selben Jahr wurde er zum Senatspräsident des Oberlandesgerichts Stuttgart befördert. Am 1. Oktober 1937 wurde ihm darüber hinaus die Leitung des im April 1933 eingerichteten Stuttgarter Sondergerichts übertragen, eine Institution, die schon in der Weimarer Republik bestanden hatte (seit 1931), aber erst im Dritten Reich einen signifikanten Anteil an der Rechtsprechung übernahm. Als Sondergerichtsvorsitzender leitete Cuhorst mehrere Prozesse gegen Mitglieder der Familie Scholl.
Nachdem er selbst schon längere Zeit um Ablösung von seinem Posten ersucht hatte, wurde Cuhorst am 20. November 1944 wegen seiner „z. T. unerträglich milden, weit unter dem Reichsmaßstab liegenden Urteile“ durch den Reichsjustizminister seines Amtes enthoben und zur Wehrmacht einberufen. Bis zum Kriegsende im April 1945 war er in Norwegen eingesetzt und kam dann in französische Kriegsgefangenschaft nach Mulsanne bei Le Mans.
Aufgrund von Hinweisen des späteren Stuttgarter Oberbürgermeisters Arnulf Klett wurde er im November 1946 nach Nürnberg überstellt und dort im Rahmen des Juristenprozesses angeklagt. Am 4. Dezember 1947 wurde er in allen Anklagepunkten freigesprochen und erhielt freies Geleit in die französische Besatzungszone.
Daraufhin drohte der Minister für politische Befreiung des Landesteils Württemberg-Baden, Gottlob Kamm, von seinem Amt zurückzutreten; die Mitglieder verschiedener Spruchkammern und die Angestellten des Befreiungsministeriums traten in Streik. Wenige Tage später wurde Cuhorst erneut verhaftet und ins Internierungslager Ludwigsburg verbracht. Im Entnazifizierungsverfahren im Oktober 1948 stufte ihn die Spruchkammer V von Stuttgart-Bad Cannstatt in die Gruppe der „Hauptschuldigen“ ein und verurteilte ihn zu vier Jahren und drei Monaten Arbeitslager, weitgehender Vermögenseinziehung und eingeschränkter Berufsausübung. Cuhorst ging vor der Zentral-Berufungskammer von Nordwürttemberg in Revision. Diese bestätigte nicht nur das Urteil, sondern verlängerte seine Haftstrafe auf sechs Jahre, von denen er jedoch, unter Anrechnung der Dauer von Kriegsgefangenschaft und Untersuchungshaft, nur fünfeinhalb verbüßen musste. Er wurde am 20. Dezember 1950 vorzeitig entlassen.
20 Jahre lang bemühte sich Cuhorst um eine Revision der Folgen des Spruchkammerurteils. Er stellte insgesamt sieben Gnadenanträge und klagte bis in die 1960er Jahre um Versorgungsbezüge. Ein Gnadenerweis wurde vom baden-württembergischen Ministerrat am 21. Mai 1968 endgültig verworfen, und er erhielt nur eine Berufsunfähigkeitsrente. Stefan Baur zufolge ist es Cuhorst nicht in erster Linie um Materielles gegangen; er wollte die formelle Schuldzuweisung beendet wissen.
Von 1933 bis 1945 war Cuhorst Vorsitzender der Sektion Schwaben des Deutschen Alpenvereins.

## Richterliche Tätigkeit in der Zeit des Nationalsozialismus
Cuhorsts richterliche Tätigkeit während der NS-Zeit wird kontrovers beurteilt. Jüngere journalistische Arbeiten kommen teilweise zu sehr kritischen Ergebnissen: „Er stand Freisler bei seinem verbrecherischen Tun in nichts nach.“ Geschichtswissenschaftliche und unmittelbar zeitgenössische Urteile fallen deutlich zurückhaltender aus. Da die Verfahrensakten der Stuttgarter Gerichte 1944 im Bombenkrieg verbrannt sind, existieren nur noch relativ wenige Prozessunterlagen und Urteile.
Als Kritikpunkte werden häufig die geringe Verfahrensdauer, Behinderung der Verteidigung sowie unangemessene verbale Äußerungen genannt. Gerichtsassessoren und Nachbarn berichteten, wie Cuhorst sie mit den Worten „Voilà, meine Herren, auf zur Schlachtbank!“ oder „Na, heute haben wir drei Fälle, das muss mindestens zwei Köpfe geben“ zur Verhandlung rief. Unklar ist jedoch die Anzahl solcher Äußerungen, ebenso wie die Frage, ob Cuhorst sie auch öffentlich oder im Gerichtssaal abgegeben hat. Ferner wird der Vorwurf des Positivismus erhoben, da er das damals geltende Recht anstandslos zur Anwendung gebracht habe. Von 2600 vor dem Stuttgarter Sondergericht insgesamt verhandelten Fällen fielen ca. 1200 unter Cuhorsts Vorsitz; von den ca. 200 Todesurteilen werden Cuhorst zwischen 120 und 50 zugeschrieben. Davon bezogen sich jedoch in sieben Jahren nur sieben auf politische Tatbestände, die übrigen auf allgemeine Kriminalität.
Auf der anderen Seite werden Cuhorsts persönliche Integrität hervorgehoben, sein Beharren auf der richterlichen Unabhängigkeit – z. B. bestrafte er korrupte NS-Funktionäre besonders hart – und sein Bemühen, zu einer objektiven Aufklärung der Sachverhalte zu gelangen. Baur betont die relative Milde und Mäßigkeit von Cuhorsts Strafzumessungen. Die Gründe für Cuhorsts im Vergleich zu anderen Sonderrichtern relativ harte Bestrafung durch die Spruchkammer seien mehr „in seinem persönlichen Verhalten und seiner Verhaßtheit und nicht in den konkreten Urteilen zu suchen, was der Aufarbeitung der NS-Justiz nach 1945 freilich kein gutes Zeugnis ausstellt.“
Cuhorst war Vorsitzender in drei Gerichtsverfahren gegen Mitglieder der Familie Scholl: 1938 gegen Hans Scholl, 1942 gegen dessen Vater Robert Scholl und 1943 gegen das Ehepaar Robert und Magdalene Scholl sowie Tochter Inge. Magdalene Scholl bescheinigte Cuhorst nach dem Krieg korrekte Verhandlungsführung. Als Hans Scholl angeklagt war, sich an Schutzbefohlenen vergangen zu haben, beschrieb Magdalene Scholl Cuhorsts Umgang mit ihrem Sohn als „lieb und kameradschaftlich“ sowie „sehr zartfühlend“.
Ein fundierter Vergleich der Urteilspraxis des Stuttgarter Sondergerichts mit derjenigen anderer zeitgenössischer Gerichte des In- und Auslandes steht noch aus.

## Nachwirkung
- Die Handlung des US-amerikanischen Spielfilms Das Urteil von Nürnberg (Originaltitel: Judgment at Nuremberg) aus dem Jahre 1961 lehnt sich an den Nürnberger Juristenprozess an. Hermann Cuhorst dürfte dabei als Vorbild für den angeklagten Stuttgarter Richter Friedrich Hofstetter gedient haben.[24]
- Nach Angaben des Herausgebers der aktuellen Ausgabe war Cuhorst reales Vorbild für den Staatsanwalt „Dr. Frey“ in dem Roman „Das Schafott“ (1979) von Curt Letsche.

## Trivia
Bei der Zusammenlegung der Gemeinden Hemigkofen und Nonnenbach im Jahre 1934 erhielt die Gesamtgemeinde auf Cuhorsts Initiative hin den Namen 'Kressbronn'.